# 751년

## 연호
- 당(唐) 천보(天寶) 10재
- 일본(日本) 덴표쇼호(天平勝宝) 3년

## 기년
- 당(唐) 현종(玄宗) 40년
- 신라(新羅) 경덕왕(景德王) 10년
- 발해(渤海) 문왕(文王) 15년

## 사건
- 탈라스 전투 - 압바스 왕조군이 당나라군을 탈라스에서 격파. 제지술이 중동으로 전파되다.
- 피피누스 3세 브레비스, 카롤루스 왕조 개창

## 문화
- 신라, 김대성 불국사, 석굴암 창건.